# Temporada de huracanes del Atlántico de 2018
La temporada de huracanes del Atlántico de 2018 fue la tercera de una serie consecutiva de temporadas de huracanes del Atlántico superiores al promedio y dañinas, con quince tormentas nombradas, ocho huracanes y dos huracanes mayores, que causaron un total de más de $50 mil millones (USD de 2018) en daños y al menos 172 muertes. Más del 98% de los daños totales fueron causados por dos huracanes (Florence y Michael). La temporada comenzó oficialmente el 1 de junio y finalizó el 30 de noviembre de 2018. Estas fechas describen históricamente el período de cada año en el que se forman la mayoría de los ciclones tropicales en la cuenca del Atlántico y se adoptan por convención. Sin embargo, la ciclogénesis subtropical o tropical es posible en cualquier época del año, como lo demostró la formación de la tormenta tropical Alberto el 25 de mayo, convirtiéndose este en el cuarto año consecutivo en el que se desarrolla una tormenta antes del inicio oficial de la temporada. La temporada concluyó con la transición de Oscar a ciclón extratropical el 31 de octubre, casi un mes antes del final oficial.
Aunque varios ciclones tropicales impactaron la tierra, sólo unos pocos causaron daños importantes. A mediados de septiembre, el huracán Florence produjo inundaciones desastrosas en Carolina del Norte y Carolina del Sur, con daños por un total de alrededor de 24 mil millones de dólares. La tormenta también provocó 54 muertes. Aproximadamente un mes después, el huracán Michael, el primer ciclón tropical que azotó a los Estados Unidos como huracán de categoría 5 desde el huracán Andrew en 1992, dejó grandes daños en Florida, Georgia y Alabama. Michael causó aproximadamente 25 mil millones de dólares en daños y al menos 64 muertes. Desde que Michael alcanzó el estatus de categoría 5, la temporada se convirtió en la tercera temporada consecutiva en presentar al menos un huracán de categoría 5. El huracán Leslie provocó la emisión de la primera advertencia de tormenta tropical para la región de Madeira en Portugal. Leslie y sus restos provocaron cientos de miles de cortes de energía y derribaron al menos mil árboles en el territorio continental portugués, mientras que las fuertes lluvias generadas por los restos del ciclón causaron 15 muertes en Francia. La tormenta dejó aproximadamente 500 millones de dólares en daños y 16 muertes.
La mayoría de los grupos de pronóstico predijeron una temporada por debajo del promedio debido a temperaturas superficiales del mar más frías de lo normal del Atlántico tropical y el desarrollo anticipado de El Niño. Sin embargo, el El Niño previsto no se desarrolló a tiempo para suprimir la actividad, y la actividad superó la mayoría de las predicciones.

## Pronósticos
La Administración Nacional Oceánica y Atmosférica (NOAA) publicó sus pronósticos para las temporadas de huracanes en el Atlántico del año 2018. Se esperaba que la temporada del Atlántico estuviera obstaculizada por el ciclo de décadas de duración que comenzó en 1981, que generalmente aumentó la cizalladura del viento a través de la cuenca. Antes y durante la temporada, varios servicios meteorológicos nacionales y agencias científicas pronostican cuántas tormentas nombradas, huracanes y huracanes mayores (Categoría 3 o superior en la escala de huracanes de Saffir-Simpson) se formarán durante una temporada y/o cuántos ciclones tropicales afecta a un país en particular. Estas agencias incluyen el Consorcio de Riesgo de Tormenta Tropical (TSR) del University College de Londres, la Administración Nacional Oceánica y Atmosférica (NOAA) y la Universidad Estatal de Colorado (CSU). 
Las previsiones incluyen cambios semanales y mensuales en factores importantes que ayudan a determinar la cantidad de tormentas tropicales, huracanes y huracanes mayores en un año en particular. Algunas de estas previsiones también toman en consideración lo que sucedió en temporadas anteriores y un evento de La Niña en curso que se había formado recientemente en noviembre de 2017. En promedio, una temporada de huracanes en el Atlántico entre 1981 y 2010 contenía doce tormentas tropicales, seis huracanes y tres huracanes mayores, con un índice de Energía Ciclónica Acumulada (ACE) de entre 66 y 103 unidades.

### Predicciones de pretemporada
El primer pronóstico para el año fue publicado por TSR el 7 de diciembre de 2017, que predijo una temporada ligeramente superior a la media en 2018, con un total de 15 tormentas nombradas, 7 huracanes y 3 huracanes mayores. El 5 de abril de 2018, la Universidad Estatal de Colorado publicó su pronóstico, pronosticando una temporada ligeramente superior a la media con 14 tormentas nombradas, 7 huracanes y 3 huracanes mayores. TSR publicó su segundo pronóstico en el mismo día, pronosticando una temporada de huracanes ligeramente inferior a la media con 12 tormentas nombradas, 6 huracanes y 2 huracanes mayores, la reducción tanto en el número como en el tamaño de las tormentas en comparación con su primer pronóstico debido al reciente enfriamiento anómalo en el extremo norte y Atlántico tropical. Varios días después, el 16 de abril, la Universidad Estatal de Carolina del Norte publicó sus predicciones, pronosticando una temporada superior a la media, con 14-18 tormentas nombradas, 7-11 huracanes y 3-5 huracanes mayores. El 19 de abril, The Weather Company (TWC) publicó sus primeros pronósticos, pronosticando que 2018 será una temporada casi promedio, con un total de 13 tormentas nombradas, 7 huracanes y 2 huracanes mayores.
El 24 de mayo de 2018, la Administración Nacional Oceánica y Atmosférica (NOAA) publicó sus primeras previsiones, llamando a una temporada casi superior a la media en 2018 con 10-16 tormentas nombradas, 5-9 huracanes y de 1-4 huracanes importantes. En contraste, el 30 de mayo, TSR publicó su predicción actualizada, reduciendo significativamente sus números a 9 tormentas nombradas, 4 huracanes y una sola huracán mayor, citando una configuración de temperatura de la superficie del mar análoga a la observada durante la fase fría de la oscilación multidecadal del Atlántico. El 31 de mayo, un día antes de que la temporada comenzara oficialmente, la Universidad Estatal de Colorado (CSU) actualizó su pronóstico para incluir la tormenta tropical Alberto, que también disminuyó debido al enfriamiento anómalo en el Atlántico tropical y el extremo norte.

### Perspectivas de mitad de temporada
El 2 de julio, CSU actualizó su pronóstico una vez más, reduciendo sus números nuevamente a 11 tormentas nombradas, 4 huracanes y 1 huracán importante, citando el enfriamiento continuo en el Atlántico y una probabilidad cada vez mayor de que se forme El Niño más adelante en el año. TSR publicó su cuarto pronóstico el 5 de julio, manteniendo las mismas cifras que su pronóstico anterior. El 2 de agosto, CSU actualizó su pronóstico nuevamente, aumentando sus números a 12 tormentas con nombre, 5 huracanes y 1 huracán importante, citando la creciente posibilidad de que se forme un débil El Niño más adelante en el año.. Cuatro días después, TSR emitió su pronóstico final para la temporada, aumentando ligeramente sus números a 11 tormentas con nombre, 5 huracanes y solo un huracán mayor, con el motivo de tener dos huracanes inesperados formándose a principios de julio. El 9 de agosto de 2018, la NOAA revisó sus predicciones y pronosticó una temporada por debajo del promedio con entre 9 y 13 tormentas con nombre, entre 4 y 7 huracanes y entre 0 y 2 huracanes importantes para toda la temporada de 2018.

## Resumen de la temporada

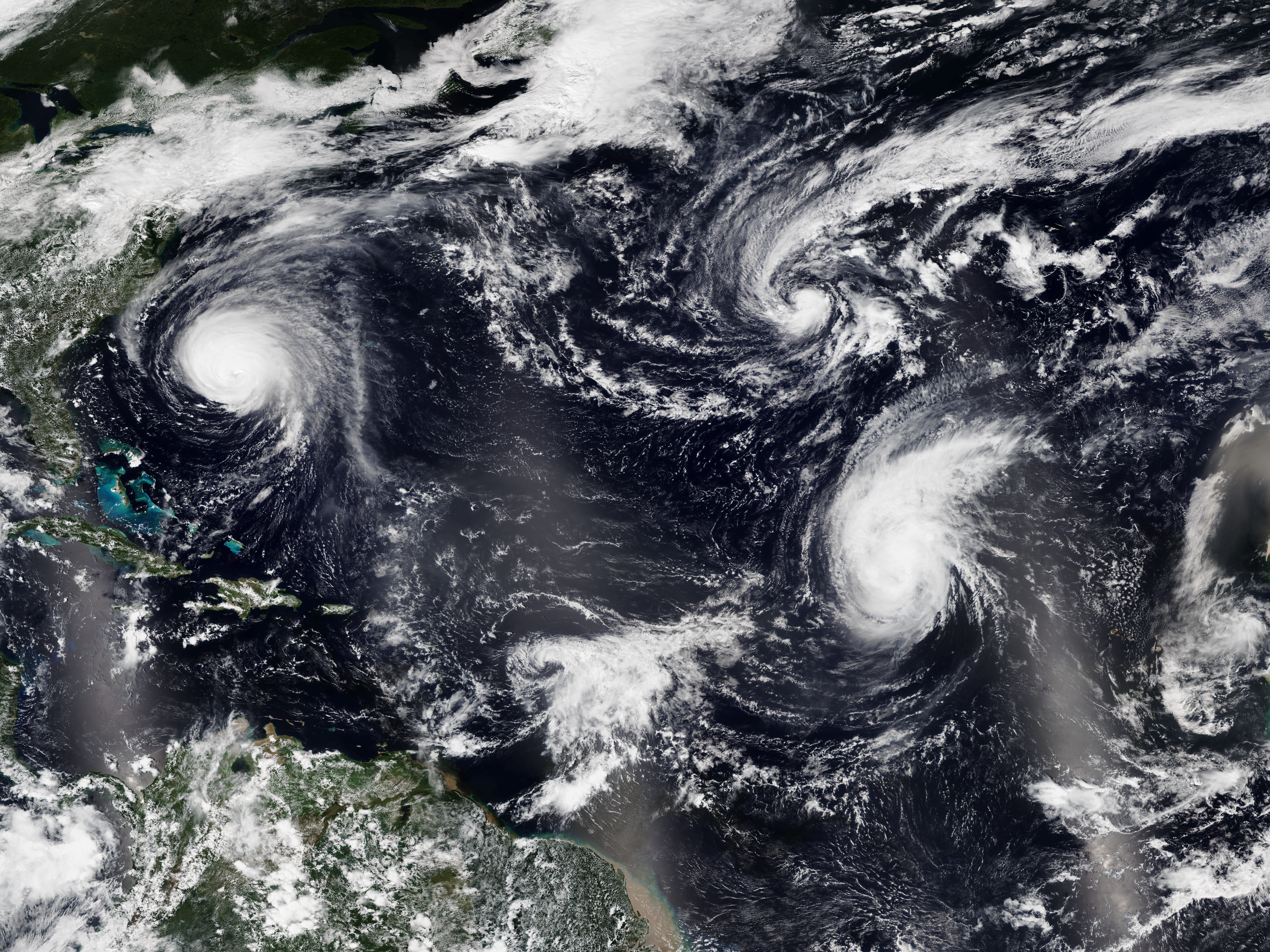
La temporada de huracanes del Atlántico de 2018 presentó cuatro tormentas con nombre simultáneas, el primer año desde 2008. En la imagen se ven Florence (izquierda), Isaac (abajo en el centro), Helene (abajo a la derecha) y Joyce (arriba a la derecha) el 12 de septiembre.

La temporada de huracanes del Atlántico de 2018 comenzó oficialmente el 1 de junio de 2018. La temporada produjo dieciséis depresiones tropicales, todas menos una de las cuales se intensificaron aún más hasta convertirse en tormentas tropicales. Ocho de ellos se fortalecieron hasta convertirse en huracanes, mientras que dos de los seis huracanes se fortalecieron aún más hasta convertirse en huracanes importantes. Un récord de siete tormentas recibieron la designación de ciclón subtropical en algún momento de su duración. Se produjo una actividad superior a lo normal debido a temperaturas anormalmente cálidas de la superficie del mar, un monzón más fuerte en África occidental y la incapacidad de El Niño para desarrollarse durante la temporada. Los ciclones tropicales del Atlántico de 2018 causaron en conjunto 172 muertes y poco más de 50.200 millones de dólares en daños. La temporada de huracanes del Atlántico terminó oficialmente el 30 de noviembre de 2018.
La ciclogénesis tropical comenzó con la formación de la tormenta tropical Alberto el 25 de mayo, marcando el cuarto año consecutivo en que la actividad comenzó temprano. Sin embargo, no se desarrollaron tormentas en el mes de junio. En julio se formaron Beryl y Chris, los cuales se intensificaron hasta convertirse en huracanes. Agosto también presentó dos tormentas con nombre, Debby y Ernesto, aunque ninguna de ellas se fortaleció más allá del estatus de tormenta tropical. El 31 de agosto se desarrolló la depresión que luego se convertiría en el huracán Florence. Septiembre presentó la mayor actividad, con Florence, Gordon, Helene, Isaac, Joyce, la depresión tropical Once, Kirk y Leslie también formándose o existiendo en el mes. Florence, Helene, Isaac y Joyce existieron simultáneamente durante unos días en septiembre, convirtiéndose en la primera vez desde 2008 que cuatro tormentas con nombre estuvieron activas al mismo tiempo. La temporada también se convirtió en el segundo año consecutivo con tres huracanes activos simultáneamente.
La actividad continuó en octubre; Michael se formó el 7 de octubre y se fortaleció hasta convertirse en un gran huracán sobre el Golfo de México, antes de tocar tierra en el Panhandle de Florida con su máxima intensidad. Michael, que alcanzó su punto máximo como huracán de categoría 5 con vientos máximos sostenidos de 260 km/h (160 mph) y una presión barométrica mínima de 919 mbar, fue el ciclón tropical más intenso de la temporada y una de las cuatro tormentas tocar tierra en el territorio continental de los Estados Unidos como categoría 5, los otros fueron el huracán del Día del Trabajo de 1935, el huracán Camille en 1969 y el huracán Andrew en 1992. Después de 15 días consecutivos como ciclón tropical, Leslie pasó a ser un poderoso ciclón extratropical el 13 de octubre mientras se encontraba aproximadamente a 195 km (120 millas) al oeste de la península ibérica, antes de tocar tierra poco después. Siguió un período de dos semanas de inactividad cuando la temporada comenzó a llegar a su fin. Oscar, que se formó como tormenta subtropical el 26 de octubre, se volvió completamente tropical y se intensificó hasta convertirse en huracán al día siguiente, convirtiéndolo en el octavo huracán de la temporada. La transición extratropical de Oscar el 31 de octubre efectivamente puso fin a la temporada, ya que no se formaron sistemas en noviembre. La actividad estacional se reflejó con un valor del índice de Energía Ciclón Acumulada de 133 unidades.

## Ciclones tropicales

### Tormenta tropical Alberto
Una amplia zona de baja presión se formó sobre el noroeste del Mar Caribe el 20 de mayo de 2018 debido a la difluencia de una vaguada. El aire seco y la cizalladura del viento impidieron inicialmente el desarrollo a medida que la baja se movía sobre la Península de Yucatán. Sin embargo, después de que la baja resurgiera en el Caribe el 25 de mayo, se desarrolló una circulación bien definida y el sistema se convirtió en una depresión subtropical a unas 80 millas (130 km) al estesureste de Chetumal en Quintana Roo, alrededor de las 12:00 UTC. Después de permanecer casi estacionaria durante el día siguiente, la depresión subtropical se movió hacia el norte y continuó fortaleciéndose, convirtiéndose en la tormenta subtropical Alberto cuando cruzó hacia el Golfo de México a última hora del 26 de mayo. Después de que la convección se acercó a la circulación y el campo de viento de Alberto disminuyó de tamaño , pasó a tormenta tropical alrededor de las 00:00 UTC del 28 de mayo. En esa época, Alberto alcanzó su punto máximo con vientos de 65 mph (100 km/h) y una presión mínima de 990 mbar (29 inHg). Alrededor de las 21:00 UTC, Alberto tocó tierra cerca de Laguna Beach, Florida, con vientos de 45 mph (75 km/h). El ciclón se debilitó hasta convertirse en depresión tropical poco después de tocar tierra. Posiblemente debido al efecto del océano marrón, Alberto persistió como un ciclón tropical sobre tierra hasta convertirse en una baja remanente sobre el norte de Míchigan el 31 de mayo. Posteriormente, un sistema frontal absorbió la baja remanente sobre Ontario el 1 de junio.
Alberto y su precursor provocaron inundaciones en la Península de Yucatán, particularmente en Mérida. También se produjeron inundaciones en Cuba, donde el ciclón dejó caer 366 mm (14,41 pulgadas) de lluvia en Heriberto Duquezne, Villa Clara. La tormenta dañó 5.218 viviendas y 23.680 acres (9.580 ha) de cultivos en todo el país. Alberto provocó 10 muertes en Cuba, todas por ahogamiento. En Florida, los vientos sostenidos alcanzaron los 82 km/h (51 mph) y las ráfagas alcanzaron un máximo de 95 km/h (59 mph), ambos registrados en el puente de la isla de St. George. Los vientos derribaron decenas de árboles, algunos de los cuales cayeron sobre carreteras, líneas eléctricas y algunas viviendas. La marejada ciclónica entró en cinco edificios y un restaurante en el Panhandle de Florida. Más hacia el interior, Alberto provocó inundaciones en varios estados. El oeste de Carolina del Norte se vio particularmente afectado, donde inundaciones y deslizamientos de tierra provocaron el cierre de más de 40 carreteras, incluidas partes de Blue Ridge Parkway. Aproximadamente 2.000 personas huyeron de sus hogares en el condado de McDowell debido a la amenaza de falla de la presa en el lago Tahoma. Alberto causó ocho muertes y alrededor de 125 millones de dólares en daños en Estados Unidos.

### Huracán Beryl
A última hora del 3 de julio, el Centro Nacional de Huracanes (NHC) comenzó a rastrear una onda tropical vigorosa sobre el Atlántico tropical oriental para el desarrollo de ciclones tropicales. La onda se organizó rápidamente a medida que avanzaba hacia el oeste, ya las 15:00 UTC del 5 de julio, se organizó en una depresión tropical mientras se encontraba sobre el océano Atlántico tropical central. Las condiciones ambientales favorables permitieron que el pequeño sistema se organizara, convirtiéndose en Tormenta tropical Beryl a las 18:30 UTC. 20 y se intensifica aún más en un huracán de categoría 1 antes de las 06:00 UTC del 6 de julio cuando se hizo evidente un ojo de alfiler. Tras su designación como huracán, se convirtió en el segundo más antiguo registrado en la Región de Desarrollo Principal (< 20 ° N, 60 - 20 ° W), superado solo por el huracán dos de 1933. 
El 7 de julio, se debilitó a una tormenta tropical. Los remanentes fueron monitoreados durante varios días, aunque hubo poca organización durante gran parte de ese tiempo. Sin embargo, las condiciones gradualmente se volvieron más favorables para la reorganización, y el 14 de julio a las 17:00 UTC, Beryl se regeneró en una tormenta subtropical cerca de las Bermudas. [cita requerida]

### Huracán Chris
A última hora del 2 de julio, el NHC comenzó a monitorear el potencial de que se forme un área de baja presión cerca de las islas Bermudas en una circulación de baja presión. Un bajo no tropical se formó a unos cientos de millas al sur de las Bermudas el 3 de julio. La lluvia y la actividad de tormentas gradualmente se definieron mejor cuando el nivel bajo se movió generalmente hacia el noroeste en la corriente del Golfo. A las 21:00 UTC del 6 de julio, el grupo se organizó en una depresión tropical tres, mientras que se encuentra frente a la costa de Carolina del Norte. A las 09:00 UTC del 8 de julio, recibió el nombre de Chris. El martes  10 de julio, Chris pasaba a ser el segundo huracán de la temporada de huracanes del atlántico del 2018. A las 03:00 GMT del 11 de julio, el huracán se ubicaba a 390 kilómetros al estesureste del cabo Hatteras (Carolina del Norte) y avanzaba a 17 kilómetros por hora en dirección noreste con vientos que alcanzaban los 165 kilómetros por hora. Ahí el huracán pasaba a ser de categoría 2 en la escala de intensidad de Saffir-Simpson. Ese mismo día, el sistema bajó a categoría 1 mientras avanzaba dirección noreste. Al avanzar hacia Canadá, el sistema pasaba por aguas más frías y perdió sus características tropicales pasando de huracán de categoría 1 a un ciclón extra tropical. El 12 julio, Chris perdió fuerza y se disipó. El 7 de julio, un hombre se ahogó, debido a los mares agitados que causó el sistema.

### Tormenta tropical Debby
El 4 de agosto, el NHC comenzó a monitorear un nivel no tropical bajo sobre el océano Atlántico norte para el desarrollo tropical o subtropical. Inicialmente, la convección se mantuvo muy limitada, y el sistema consistía principalmente en un remolino sin convección que interactuaba con un nivel bajo. Sin embargo, a medida que el sistema se movió a un ambiente más favorable, gradualmente comenzó a adquirir características subtropicales. A las 15:00 UTC del 7 de agosto, el nivel bajo había desarrollado una convección suficientemente organizada como para clasificarse como Tormenta subtropical Debby. La tormenta ganó lentamente características tropicales mientras viajaba hacia el norte, y para las 09:00 UTC del 8 de agosto, Debby se volvió completamente tropical, con vientos sostenidos que aumentaban a 45 mph (75 km/h). A pesar de las temperaturas oceánicas marginales, Debby continuó fortaleciéndose, alcanzando su punto máximo con vientos sostenidos máximos de 50 mph (85 km/h). Después, Debby comenzó a debilitarse a medida que comenzó a perder características tropicales. A las 21:00 UTC del 9 de agosto, Debby degeneró en un ciclón pos-tropical, ya que se aceleró hacia el noreste por delante de un canal de onda corta.

### Tormenta tropical Ernesto
Un sistema de baja presión no tropical complejo formado sobre el Atlántico Norte el 12 de agosto. Como la baja deriva el sureste y lentamente se debilitó, un nuevo mínimo formó al este del sistema el 14 de agosto. El nuevo bajo rápidamente adquirió características subtropicales y, a las 09:00 UTC del 15 de agosto, la baja se había organizado lo suficiente como para clasificarse como una depresión subtropical. A las 15:00 UTC de ese mismo día, la depresión se convirtió en la Tormenta subtropical Ernesto. El 16 de agosto, la tormenta intentó convertirse en un ciclón totalmente tropical, cuando la convección comenzó a formarse cerca del centro, sin embargo, pronto se deterioró. Sin embargo, unas horas más tarde se produjo otra explosión de convección cerca del centro, lo que indica que Ernesto tuvo éxito en la transición a un ciclón tropical. El 17 de agosto, Ernesto comenzó a acelerar hacia el noreste, ya que el sistema estaba atrapado en la corriente en chorro. Al día siguiente, la tormenta pasó a ser un ciclón extra tropical. Los remanentes de Ernesto impactaron a Irlanda y el Reino Unido el 19 de agosto.

### Huracán Florence
El huracán Florence fue un poderoso y prolongado huracán de Cabo Verde que causó severos y extensos daños en las Carolinas en septiembre de 2018, principalmente como resultado de inundaciones de agua dulce. La sexta tormenta nombrada, tercer huracán y el primer gran huracán de la temporada de huracanes del Atlántico 2018, Florence se originó a partir de una fuerte ola tropical que surgió en la costa oeste de África el 30 de agosto de 2018. La organización constante resultó en la formación de un depresión al día siguiente cerca de Cabo Verde. Avanzando a lo largo de una trayectoria estable oesnoroeste, el sistema adquirió fuerza de tormenta tropical el 1 de septiembre asignándosele el nombre de Florence y fluctuó en fuerza durante varios días sobre mar abierto. El 4-5 de septiembre se produjo una inesperada oleada de intensificación rápida, que culminó con Florence convirtiéndose en un huracán de categoría 4 en la escala Saffir-Simpson con vientos máximos sostenidos estimados de 130 mph (215 km/h).
Una fuerte cizalladura del viento hizo que la tormenta se separe, y Florence se convirtió en una tormenta tropical antes del 7 de septiembre. Las corrientes de dirección cambiantes condujeron a un cambio hacia el oeste en un entorno más adecuado; el sistema recuperó la fuerza de huracán el 9 de septiembre y el estado de huracán principal para el día siguiente. A las 16:00 UTC del 10 de septiembre, Florence volvió a ser un huracán de categoría 4, que luego alcanzó una nueva intensidad máxima con vientos de 1 minuto de 150 mph (240 km/h) y una presión central de 937 mbar. Después, Florence se debilitó ligeramente a medida que se sometía a un ciclo de reemplazo de la pared del ojo, pero comenzó a fortalecerse más tarde el 11 de septiembre. Sin embargo, el aumento de la cizalladura del viento, hizo que los vientos de la tormenta disminuyan gradualmente en los próximos días, aunque el campo de viento de la tormenta continuó creciendo. En la noche del 13 de septiembre, Florencia había sido degradada a un huracán de categoría 3, aunque la tormenta comenzó a estancarse a medida que se acercaba a la costa de Carolina. Temprano al día siguiente, el 14 de septiembre, Florence tocó tierra justo al sur de Wrightsville Beach, Carolina del Norte, y se debilitó aún más a medida que avanzaba lentamente hacia el interior. Florencia degeneró en un ciclón post-tropical sobre Virginia Occidental el 17 de septiembre, y dos días más tarde los restos de Florencia fueron absorbidos por un ciclón extra tropical.
Temprano en la historia de la tormenta, el sistema trajo condiciones de turbión a las islas de Cabo Verde, lo que provocó algunos derrumbes e inundaciones; pero los efectos generales fueron insignificantes. Con la amenaza de un impacto importante en el sudeste y del Atlántico Medio de Estados Unidos cada vez más evidente el 7 de septiembre, los gobernadores de Carolina del Norte, Carolina del Sur, Virginia, Georgia y Maryland, y el alcalde de Washington D. C. declararon un estado de emergencia. El 10 y 11 de septiembre, los estados de Carolina del Norte, Carolina del Sur y Virginia emitieron órdenes de evacuación obligatorias para algunas de sus comunidades costeras, y pronosticaron que el personal de emergencia no podría llegar a la gente una vez que llegara la tormenta.
A pesar de tocar tierra como un huracán debilitado de categoría 1, Florence aún tenía la velocidad del viento suficiente para desarraigar árboles y causar apagones generalizados en las Carolinas. Una cresta de alta presión sobre el este de América detuvo el avance de Florence durante varios días mientras tocaba tierra; avanzando a solo 2-3 millas por hora (3.2-4.8 km/h); la tormenta arrojó continuamente fuertes lluvias a lo largo de las zonas costeras desde el 13 de septiembre, cuando comenzaron a notarse las bandas exteriores de lluvia, hasta el 15 de septiembre, cuando la tormenta todavía estaba estancada a unas pocas millas al oeste de Wilmington. Junto con una gran marea de tormenta, esto causó inundaciones generalizadas a lo largo de un tramo largo de la costa de Carolina del Norte, desde New Bern a Wilmington. A medida que la tormenta se movió hacia el interior, desde el 15 al 17 de septiembre, las fuertes lluvias causaron inundaciones tierra adentro generalizada, inundando ciudades como Fayetteville, Smithfield, Lumberton, Durham y Chapel Hill, como los principales ríos como el río Neuse, río Eno, Cape Fear River y el río Lumber se derramó sobre sus orillas. La mayoría de las principales carreteras y carreteras de la zona experimentaron algunas inundaciones, con grandes tramos de I-40, I-95 y US Route 70 permaneciendo intransitable por días después de que la tormenta pasara. La ciudad de Wilmington fue cortada completamente del resto del continente por las aguas de inundación. La tormenta también generó tornados en varios lugares a lo largo de su camino. Muchos lugares recibieron precipitaciones récord, con más de 30 pulgadas (760 mm) medidos en algunos lugares. Al menos 45 muertes se atribuyeron a la tormenta; y el daño se estima actualmente en más de $ 17 mil millones (2018 USD).

### Tormenta tropical Gordon
La tormenta tropical Gordon causó daños moderados a lo largo de la costa del golfo de los Estados Unidos a principios de septiembre de 2018. La séptima tormenta nombrada de la temporada de huracanes del Atlántico 2018, Gordon se desarrolló a partir de una onda tropical que se monitoreó por primera vez en el mar Caribe el 30 de agosto. se movió hacia el oesnoroeste hacia la costa este de Florida y gradualmente se organizó. La perturbación fue marcada como un posible ciclón tropical el 2 de septiembre cuando estaba cerca de las Bahamas, y al comienzo del 3 de septiembre, se convirtió en la tormenta tropical Gordon, moviéndose poco después hacia la costa suroeste de Florida. La intensificación constante comenzó después de que dejó la costa de Florida en el golfo de México, llegando a su pico de intensidad como una tormenta tropical de gama alta a última hora del 4 de septiembre, antes de que tocara tierra justo al este de Pascagoula, Misisipi, poco después. Luego, Gordon se debilitó rápidamente hacia el interior, antes de debilitarse a un mínimo remanente el 8 de septiembre. Los restos de Gordon se movieron hasta el sur de Ontario, Canadá, antes de ser absorbidos por otro sistema frontal el 12 de septiembre. Al menos tres muertes se han atribuido a la tormenta.

### Huracán Helene
A principios de septiembre, una vigorosa onda tropical que atravesó el oeste de África produjo una gran masa de convección. Mientras aún estaba tierra adentro, se formó un área superficial de baja presión en asociación con la ola el 6 de septiembre. Las fuertes lluvias de la onda tropical precursora en Guinea provocaron inundaciones, que se cobraron tres vidas en Doko. El sistema se movió mar adentro temprano el 7 de septiembre y se convirtió en una depresión tropical alrededor de las 12:00 UTC cerca de Banjul, Gambia. Dirigida hacia el oeste debido a una dorsal subtropical al norte, la depresión se intensificó hasta convertirse en la tormenta tropical Helene a principios del 8 de septiembre. En las islas de Cabo Verde, los vientos derribaron árboles y una antena de telecomunicaciones en una ciudad. La tormenta también causó daños menores a edificios, vehículos y carreteras. La mejora de las características de las bandas y el desarrollo de un núcleo interno indicaron un mayor fortalecimiento; Helene se convirtió en huracán alrededor de las 18:00 UTC del 9 de septiembre. Helene fue el segundo huracán más oriental que se formó en la región de desarrollo principal (MDR) durante la era de los satélites, solo detrás de Fred en 2015. Luego, Helene se curvó hacia el oesnoroeste alrededor del borde de la cordillera subtropical y se intensificó aún más, convirtiéndose en un huracán de categoría 2 alrededor de las 12:00 UTC del 10 de septiembre. Aproximadamente 24 horas después, el ciclón alcanzó su punto máximo con vientos de 175 km/h (110 mph) y una presión mínima de 967 mbar.
Las temperaturas más frías del agua y el aire más seco hicieron que Helene se debilitara a tormenta tropical el 13 de septiembre. El flujo entre una vaguada sobre el Atlántico central y la dorsal subtropical atrajo a Helene en un movimiento hacia el norte. El 13 y 14 de septiembre, el ciclón experimentó una interacción Fujiwhara con la tormenta tropical más pequeña Joyce al oeste. Posteriormente, Helene aceleró hacia el noreste y pasó sobre las Azores a última hora del 15 de septiembre. La tormenta produjo vientos con fuerza de tormenta tropical sobre las Azores occidentales. Al día siguiente, Helene hizo la transición a un ciclón extratropical mientras aceleraba hacia las islas británicas, convirtiéndose en la primera tormenta nombrada de la Temporada europea de tormentas de viento. El 18 de septiembre, la baja extratropical asociada con Helene se fusionó con otro sistema extratropical. Los remanentes continuaron impactando Irlanda y el Reino Unido, lo que provocó advertencias de ráfagas de viento de hasta 100 km/h (65 mph) para las áreas del sur y oeste del Reino Unido. Sin embargo, Helene se debilitó considerablemente mientras se acercaba a las islas británicas, lo que provocó la cancelación de todas las advertencias meteorológicas el 18 de septiembre. La tormenta extratropical produjo lluvias en las islas británicas y ráfagas de viento que alcanzaron las 85 km/h (50 mph) en Gales.

### Huracán Isaac
El 2 de septiembre, una onda tropical salió de la costa oeste de África. El sistema se organizó gradualmente durante los siguientes días. Después de un estallido de convección profunda el 6 de septiembre y luego del desarrollo de un centro bien definido poco después, se formó una depresión tropical a unas 690 millas (1110 km) al oeste de las islas de Cabo Verde alrededor de las 12:00 UTC del 7 de septiembre. Las corrientes hicieron que la depresión inicialmente se moviera lentamente, mientras que una cizalladura moderada del viento impidió temporalmente que el sistema se fortaleciera. A las 12:00 UTC del 8 de septiembre, la depresión se intensificó hasta convertirse en la tormenta tropical Isaac. A partir de entonces, el ciclón comenzó a moverse hacia el oeste entre 12 y 17 mph (19 y 27 km/h) después de que se fortaleciera una dorsal subtropical situada al norte de la tormenta. Con temperaturas oceánicas cálidas, abundante humedad y poca cizalladura del viento, Isaac se intensificó hasta convertirse en huracán a las 00:00 del 9 de septiembre
Más tarde, el 10 de septiembre, el aire seco entró en la pequeña circulación de la tormenta, suprimiendo la convección y evitando que se intensificara más. El aumento de la cizalladura del viento generado por una vaguada en los niveles superiores hacia el norte hizo que Isaac se debilitara, y el ciclón cayó a la intensidad de tormenta tropical a principios del 11 de septiembre. Entre el 12 y el 13 de septiembre, la circulación superficial del sistema quedó expuesta a la convección. Alrededor de las 12:00 UTC del 13 de septiembre, Isaac pasó entre Martinica y Dominica, y el terreno alto en Martinica casi hizo que la tormenta se disipara. En Dominica, el ciclón provocó inundaciones menores y deslizamientos de tierra. Las ráfagas de viento alcanzaron un máximo de 53 mph (86 km/h) en Guadalupe, lo que provocó cientos de cortes de energía. [sesenta y cinco]Las fuertes lluvias locales en Santa Lucía provocaron inundaciones en Anse La Raye y Castries, mientras que los vientos derribaron árboles en Barre de L'isle. Aunque la convección volvió a desarrollarse brevemente, la persistente cizalladura del viento hizo que Isaac se debilitara a depresión tropical a principios del 15 de septiembre y luego degenerara en una onda tropical a mitad de camino entre la República Dominicana y Venezuela poco después. 

### Tormenta tropical Joyce
El NHC comenzó a monitorear un área no tropical de baja presión que se forma a lo largo de un valle de baja presión el 11 de septiembre. A diferencia de las previsiones de una organización gradual, el bajo rápidamente adquirió características subtropicales a medida que avanzaba hacia el sudoeste. A las 21:00 UTC del 12 de septiembre, el bajo se fortaleció en Tormenta subtropical Joyce. Del 13 al 14 de septiembre, Joyce interactuó con el huracán Helene más grande, debido al efecto Fujiwhara, con Joyce siendo dirigido en sentido antihorario alrededor de Helene. A las 03:00 UTC del 14 de septiembre, Joyce hizo la transición a una tormenta tropical. Más tarde ese día, Joyce comenzó a girar hacia el este. A última hora del 14 de septiembre, Joyce alcanzó su intensidad máxima, con una apariencia más organizada en el satélite. Después, Joyce comenzó a debilitarse, debido a la creciente cizalladura del viento. A las 15:00 UTC del 16 de septiembre, Joyce se debilitó en una depresión tropical. A las 3:00 UTC del 19 de septiembre, Joyce se debilitó a un mínimo remanente, y el NHC emitió su último aviso sobre el sistema.

### Depresión tropical Once
El 18 de septiembre, una gran área de clima perturbado en asociación con una onda tropical se desarrolló hacia el estesureste de las Antillas Menores. Al principio, el sistema carecía de circulación superficial, y aunque se formó una débil el 21 de septiembre, se esperaba que los fuertes vientos de nivel superior y el aire seco limitaran el desarrollo posterior. La convección profunda, a pesar de ser desplazada al este del centro, se volvió persistente durante todo el día, lo que llevó a la formación de la depresión tropical Once a las 03:00 UTC del 22 de septiembre. Sin embargo, la depresión no se fortaleció aún más dentro de un ambiente cada vez más hostil, finalmente degenerando en una depresión alargada al día siguiente.

### Tormenta tropical Kirk
Una ola tropical se movió desde la costa oeste de África cerca de Sierra Leona a principios del 21 de septiembre. Contrariamente a las previsiones de lenta organización, la ola se organizó rápidamente en un entorno favorable mientras avanzaba rápidamente hacia el oeste por el Atlántico oriental. A las 15:00 UTC del 22 de septiembre, la ola se había organizado lo suficiente como para clasificarse como tormenta tropical Kirk. Kirk se convirtió en una tormenta con nombre en 8.3° N, marcando la latitud más baja para un sistema de intensidad de tormenta tropical o superior del Atlántico norte desde un huracán sin nombre en 1902. A modo de comparación, la formación de latitudes más bajas para un ciclón tropical con una fuerza de depresión tropical en la cuenca del Atlántico norte fue Huracán Isidore en 1990, que se formó a solo 7.2° N. Cambios pequeños en la fuerza ocurrieron cuando Kirk aceleró a través del Atlántico tropical, posiblemente debido a su alta velocidad de avance, y se debilitó a una depresión tropical temprano el 24 de septiembre, antes de degenerar en un canal abierto a las 15:00 UTC más tarde ese día.

### Huracán Leslie
En medio de un septiembre activo, el NHC comenzó a monitorizar un área al suroeste de las Azores para el desarrollo tropical o subtropical en los próximos días el 19 de septiembre. Un área no tropical de baja presión se formó el 22 de septiembre, haciendo una transición rápida a una tormenta subtropical a las 15:00 UTC del día siguiente, con el NHC asignando a la tormenta el nombre de Leslie. Después de que hubiera un pequeño cambio en la fuerza en dos días, Leslie comenzó a debilitarse, primero en una depresión subtropical a principios del 25 de septiembre, antes de convertirse en post-tropical ese mismo día cuando el sistema comenzó a fusionarse con un frontal que se aproximaba sistema. Posteriormente, Leslie se fusionó con el sistema frontal y comenzó un ciclo ciclónico hacia el oeste, intensificándose durante este tiempo y convirtiéndose en un poderoso ciclón extra tropical con vientos huracanados a principios del 27 de septiembre. 
Después de alcanzar su pico extra tropical, el ciclón post-tropical Leslie se debilitó gradualmente a medida que la tormenta comenzó a perder su estructura frontal. Sin embargo, Leslie comenzó a adquirir simultáneamente características subtropicales y, a las 21:00 UTC del 28 de septiembre, Leslie se convirtió nuevamente en una tormenta subtropical. Un día después de regenerarse, Leslie se volvió completamente tropical. Durante los siguientes días, Leslie se desvió lentamente hacia el sursudoeste, mientras se intensificaba gradualmente. A las 09:00 UTC del 3 de octubre, Leslie se convirtió en un huracán de categoría 1, el sexto huracán de la temporada. Sin embargo, Leslie se debilitó nuevamente en una tormenta tropical al final del día siguiente, con datos satelitales que indican que Leslie pudo haber estado intentando someterse a un ciclo de reemplazo de la pared del ojo, aunque con un ojo muy grande. Durante los siguientes días, Leslie continuó lentamente a la deriva hacia el noreste, sin muchos cambios en la intensidad. El 7 de octubre, Leslie comenzó a girar hacia el estesureste. Después de un período de debilitamiento, Leslie comenzó a fortalecerse tarde el 8 de octubre. A principios del 10 de octubre, Leslie se intensificó en un huracán de categoría 1 por segunda vez. 
El 11 de octubre, se emitió una advertencia de tormenta tropical para Madeira por primera vez desde que comenzaron los registros, y se espera que Leslie se convierta en la primera tormenta tropical que pase a menos de 160 km del archipiélago desde que se inició el registro confiable en 1851. Antes de Leslie, el huracán Vince en 2005 pasó más cerca de las islas que cualquier otra tormenta tropical.
El 12 de octubre a 5:00 p. m. AST (21:00  UTC) del 12 de octubre, el huracán Leslie está ubicado a 25  millas náuticas de 33.9 ° N 24.1 ° W, aproximadamente 895 millas (1,445 km) al sursudoeste de Lisboa, Portugal y aproximadamente 405 millas (650 km) al oesnoroeste de las Azores. Los vientos máximos sostenidos son de 75 nudos (85 mph, 140 km / h), con ráfagas de hasta 90 nudos (105 mph, 165 km / h). La presión barométrica mínima es de 971 mbar (hPa; 28.67 inHg), y el sistema se mueve al estenoreste a 30 nudos (35 mph, 56 km / h). Los vientos con fuerza de huracán se extienden hasta 70 millas (110 km) desde el centro de Leslie, y los vientos con fuerza de tormenta tropical hasta 230 millas (370 km) del centro.

### Huracán Michael
A principios del 2 de octubre de 2018, el Centro Nacional de Huracanes (NHC, por sus siglas en inglés) comenzó a monitorear un área amplia de baja presión que se había desarrollado sobre el Mar Caribe suroccidental. Si bien los fuertes vientos de nivel superior inicialmente inhibieron el desarrollo, la perturbación gradualmente se organizó mejor a medida que se desviaba generalmente hacia el norte y luego hacia el este hacia la Península de Yucatán. Para el 6 de octubre, la alteración había desarrollado una convección profunda bien organizada, aunque todavía carecía de una circulación bien definida. La tormenta también representaba una amenaza inmediata para la tierra de la península de Yucatán y Cuba. Por lo tanto, el Centro Nacional de Huracanes inició avisos sobre el —Ciclón tropical potencial Catorce— a las 21:00 UTC de ese día. Para la mañana del 7 de octubre, los datos de radar de Belice encontraron un centro cerrado de circulación, mientras que las estimaciones satelitales indicaron un patrón convectivo suficientemente organizado para clasificar el sistema como una depresión tropical. El ciclón tropical recién formado luego se fortaleció rápidamente en la tormenta tropical Michael a las 16:55 UTC de ese día. El naciente sistema serpenteaba antes de que el centro se reubicara más cerca del centro de la convección profunda, según informó un avión de reconocimiento que estaba investigando la tormenta. A pesar de la moderada cizalladura vertical del viento, Michael comenzó a fortalecerse rápidamente, convirtiéndose en una tormenta tropical de alto nivel al principio del 8 de octubre, a medida que el patrón de nubes de la tormenta se organizaba mejor. Se produjo una intensificación continua y Michael alcanzó el estado de huracán más tarde ese mismo día.
Poco después, comenzó a producirse una rápida intensificación y se observaron ráfagas muy profundas de convección dentro de la barrera ocular del creciente huracán, a medida que pasaba por el Canal de Yucatán hacia el Golfo de México el 8 de octubre, recortando el extremo occidental de Cuba. Mientras tanto, se observó que se estaba formando un ojo de 35 millas (65 km) de ancho. El proceso de intensificación se aceleró el 9 de octubre, y Michael se convirtió en un gran huracán a las 21:00 UTC de ese día. Además, se observó que la presión central en el ojo había caído unos 20 mb (0.59 inHg) en el lapso de 6 horas, hasta las primeras horas del 10 de octubre. La intensificación rápida continuó a lo largo del día cuando apareció un ojo bien definido, que culminó con Michael alcanzando su intensidad máxima a las 18:00 UTC de ese día como un huracán de categoría 4 de gama alta, con vientos máximos sostenidos de 155 mph (250 km/h) y una presión central mínima de 919 mbar (27.14 inHg), justo por debajo de la intensidad de categoría 5, ya que tocó tierra en la Costa del Golfo de los Estados Unidos cerca de Mexico Beach, Florida, clasificada por la presión como el tercer huracán del Atlántico más intenso de la historia en tocar tierra a los Estados Unidos. Sin embargo, es posible que Michael haya alcanzado la intensidad de categoría 5 cuando tocó tierra, basándose en el análisis en curso de varias agencias meteorológicas ciudadanas.
Una vez en la tierra , Michael comenzó a debilitarse rápidamente, a medida que avanzaba por el sureste de los Estados Unidos, con el ojo disipándose de la vista satelital, debilitándose a una tormenta tropical aproximadamente doce horas después de tocar tierra. Sin embargo, Michael logró llegar a Georgia como un huracán de categoría 3, se convirtió en el primer gran huracán en ingresar al estado desde 1898. Al mudarse a las Carolinas a principios del 11 de octubre, el núcleo interno de la tormenta se derrumbó cuando las bandas de lluvia de la tormenta se hicieron prominentes hacia el norte del centro. Más tarde, ese mismo día, Michael comenzó a mostrar signos de convertirse en un ciclón extratropical, ya que aceleró de este a noreste hacia la costa del Atlántico Medio, y el aire más frío comenzó a envolverse en la circulación alargada, debido a una zona frontal que invade. Posteriormente, durante las primeras horas del 12 de octubre, Michael comenzó a relanzarse mientras se alejaba de la costa, debido al forzamiento baroclínico. Poco después, Michael completó su transición extratropical alrededor de las 09:00 UTC del mismo día, cuando la tormenta se incrustó totalmente en la zona frontal. Posteriormente, Michael aceleró hacia el este y se convirtió en un poderoso ciclón extratropical para el 14 de octubre. El 15 de octubre, el remanente extratropical de Michael se acercó a la península ibérica y giró bruscamente hacia el sureste, tocando tierra en Portugal a principios del 16 de octubre. Después de tocar tierra, el remanente de Michael se debilitó rápidamente y se disipó más tarde el mismo día.
Los efectos combinados del precursor bajo de Michael y una perturbación en el Océano Pacífico causaron inundaciones importantes en América Central. Se produjeron al menos nueve muertes: cinco en Honduras,  tres en Nicaragua y una en El Salvador. Cerca de 2,000 hogares en Nicaragua sufrieron daños y 1,115 personas fueron evacuadas. Un total de 253 y 180 viviendas sufrieron daños en El Salvador y Honduras, respectivamente. Más de 22,700 personas se vieron directamente afectadas en los tres países. Se estima que las estimaciones de daños serán de al menos $ 8 mil millones a partir del 12 de octubre. 

### Tormenta tropical Nadine
El 7 de octubre, el NHC comenzó a monitorear un área de baja presión asociada con una onda tropical de final de temporada a varios cientos de millas al sur de las islas de Cabo Verde como candidato para el desarrollo de ciclones tropicales. La perturbación se organizó de manera constante a medida que se movía generalmente de oeste a noroeste a través del Océano Atlántico oriental, y a las 10:00 UTC del 9 de octubre, el sistema había adquirido un centro de circulación bien definido para ser declarado depresión tropical. Cinco horas después, la depresión tropical se fortaleció en la tormenta tropical Nadine. A partir de su designación como tormenta tropical en la longitud de 30 ° O, Nadine se convirtió en la tormenta con nombre del este para desarrollarse en el Atlántico tropical tan tarde en el año calendario. La intensificación gradual se produjo cuando Nadine avanzó hacia el noroeste, y alcanzó su intensidad máxima con vientos sostenidos máximos de 100 mph (100 km / h) el 10 de octubre, cuando se hizo evidente una característica ocular del nivel medio bien definida. Sin embargo, el pequeño ciclón pronto se encontró con un entorno cada vez más desfavorable, y comenzó a debilitarse a medida que el centro de bajo nivel quedó expuesto como resultado de la fuerte cizalladura del viento del oeste.
A partir de las 5:00 p. m. AST (21:00  UTC ) del 12 de octubre, la tormenta tropical Nadine se encuentra a 20  millas náuticas de 16.4 ° N 37.7 ° W, aproximadamente 890 millas (1,435 km) al oeste de las islas más al sur de Cabo Verde. Los vientos máximos sostenidos son de 35 nudos (40 mph, 65 km / h), con ráfagas de hasta 45 nudos (50 mph, 85 km / h). La presión barométrica mínima es de 1003 mbar (hPa; 29.62 inHg), y el sistema se está moviendo de oeste a noroeste a 13 nudos (15 mph, 24 km / h). Los vientos con fuerza de tormenta tropical se extienden hacia afuera hasta 35 millas (55 km) del centro de Nadine.

### Huracán Oscar
El 23 de octubre, el NHC comenzó a pronosticar un área con potencial de desarrollo tropical o subtropical sobre el Atlántico central. Una gran área de clima perturbado asociado con un canal de superficie desarrollado más tarde ese día. La organización gradual se produjo a medida que la baja desviación hacia el norte, con la actividad de la lluvia y las tormentas eléctricas se definió mejor, aunque para el 26 de octubre todavía carecía de una circulación de superficie bien definida. A las 03:00 UTC del 27 de octubre, sin embargo, la circulación de la baja general se había definido lo suficiente como para ser clasificada como tormenta subtropical Oscar. Oscar continuó fortaleciéndose a medida que aceleraba hacia el sur alrededor del lado norte de un nivel medio a bajo, pasando a una tormenta tropical a las 05:00 UTC del 28 de octubre. Un pequeño ojo se hizo evidente brevemente en las imágenes satelitales en la noche del 28 de octubre, y Oscar se convirtió en huracán a las 21:00 UTC de ese día. La intensificación continua siguió, y Oscar alcanzó su intensidad máxima como un huracán de categoría media de rango 2 con vientos máximos sostenidos de 105 mph (165 km / h) a principios del 30 de octubre. Poco después, el ciclón aceleró hacia el noreste Aguas cada vez más frías, mientras un frente frío se aproximaba al sistema desde el noroeste. El 31 de octubre, Oscar realizó un rápido "cambio de vestuario". A medida que se sometió a una transición extra tropical, un proceso que se completó a las 21:00 UTC de ese día. 

## Estadísticas de temporada
Esta es una tabla de todos los sistemas que se han formado en la temporada de huracanes de 2018. Incluye su duración, nombres, áreas afectada(s), indicados entre paréntesis, daños y muertes totales. Las muertes entre paréntesis son adicionales e indirectas, pero aún estaban relacionadas con esa tormenta. Los daños y las muertes incluyen totales mientras que la tormenta era extratropical, una onda o un baja, y todas las cifras del daño están en USD 2018.
| DT | TT | 1 | 2 | 3 | 4 | 5 |

| Nombre                  | Fechas activo                    | Categoría de tormenta en intensidad máxima | Vientos máx. (km/h) | Presión min (hPa) | ACE      | Áreas afectadas                                      | Áreas afectadas  | Áreas afectadas | Daños (en millones USD) | Muertos |
| Nombre                  | Fechas activo                    | Categoría de tormenta en intensidad máxima | Vientos máx. (km/h) | Presión min (hPa) | ACE      | Lugar                                                | Fecha            | Vientos (km/h)  | Daños (en millones USD) | Muertos |
| ----------------------- | -------------------------------- | ------------------------------------------ | ------------------- | ----------------- | -------- | ---------------------------------------------------- | ---------------- | --------------- | ----------------------- | ------- |
| Alberto                 | 25 – 31 de mayo                  | Tormenta tropical                          | 100 (65)            | 990               | 1.7875   | Panhandle de Florida, Estados Unidos                 | 28 de mayo       | 75 (45)         | $125 millones           | 18      |
| Beryl                   | 4 – 15 de julio                  | Huracán categoría 1                        | 130 (80)            | 991               | 4.8025   | Ninguno                                              | Ninguno          | Ninguno         | N/A                     | 0       |
| Chris                   | 6 – 12 de julio                  | Huracán categoría 2                        | 165 (105)           | 969               | 7.395    | Ninguno                                              | Ninguno          | Ninguno         | N/A                     | 1       |
| Debby                   | 7 – 9 de agosto                  | Tormenta tropical                          | 85 (50)             | 998               | 1.4925   | Ninguno                                              | Ninguno          | Ninguno         | N/A                     | 0       |
| Ernesto                 | 15 – 17 de agosto                | Tormenta tropical                          | 75 (45)             | 1003              | 1.45     | Ninguno                                              | Ninguno          | Ninguno         | N/A                     | 0       |
| Florence                | 31 de agosto – 17 de septiembre  | Huracán categoría 4                        | 240 (150)           | 937               | 39.7275  | Carolina del Norte, Estados Unidos                   | 14 de septiembre | 150 (90)        | $24 mil millones        | 52      |
| Gordon                  | 3 – 6 de septiembre              | Tormenta tropical                          | 110 (70)            | 996               | 2.2825   | Sur de Florida y Cayos de la Florida, Estados Unidos | 3 de septiembre  | 85 (50)         | $250 millones           | 4       |
| Gordon                  | 3 – 6 de septiembre              | Tormenta tropical                          | 110 (70)            | 996               | 2.2825   | Frontera entre Alabama y Misisipi, Estados Unidos    | 5 de septiembre  | 110 (70)        | $250 millones           | 4       |
| Helene                  | 7 – 16 de septiembre             | Huracán categoría 2                        | 175 (110)           | 967               | 15.69    | Ninguno                                              | Ninguno          | Ninguno         | N/A                     | 0       |
| Isaac                   | 7 – 15 de septiembre             | Huracán categoría 1                        | 120 (75)            | 995               | 6.82     | Ninguno                                              | Ninguno          | Ninguno         | N/A                     | 0       |
| Joyce                   | 12 – 18 de septiembre            | Tormenta tropical                          | 85 (50)             | 995               | 2.3825   | Ninguno                                              | Ninguno          | Ninguno         | N/A                     | 0       |
| Once                    | 21 – 22 de septiembre            | Depresión tropical                         | 55 (35)             | 1007              | 0        | Ninguno                                              | Ninguno          | Ninguno         | N/A                     | 0       |
| Kirk                    | 22 – 28 de septiembre            | Tormenta tropical                          | 100 (65)            | 998               | 3.235    | Santa Lucía                                          | 28 de septiembre | 85 (50)         | N/A                     | 0       |
| Leslie                  | 23 de septiembre – 13 de octubre | Huracán categoría 1                        | 150 (90)            | 968               | 21.2875  | Ninguno                                              | Ninguno          | Ninguno         | N/A                     | 11      |
| Michael                 | 7 – 11 de octubre                | Huracán categoría 5                        | 260 (160)           | 919               | 12.505   | Panhandle de Florida, Estados Unidos                 | 10 de octubre    | 260 (160)       | $25 mil millones        | 74      |
| Nadine                  | 9 – 12 de octubre                | Tormenta tropical                          | 100 (65)            | 995               | 2.6875   | Ninguno                                              | Ninguno          | Ninguno         | N/A                     | 0       |
| Oscar                   | 26 – 31 de octubre               | Huracán categoría 2                        | 175 (110)           | 966               | 9.0375   | Ninguno                                              | Ninguno          | Ninguno         | N/A                     | 0       |
| Totales de la temporada |                                  |                                            |                     |                   |          |                                                      |                  |                 |                         |         |
| 16 ciclones             | 25 de mayo - 31 de octubre       |                                            | 260 (160)           | 919               | 132.5825 | 7                                                    | 7                | 7               | $49.375 mil millones    | 160     |

## Nombres de los ciclones tropicales
Los siguientes nombres fueron los usados para los ciclones tropicales que se formaron en el océano Atlántico en 2018. Los nombres no usados están marcados con gris, y los nombres en negrita son de las tormentas formadas. Los nombres retirados, en caso, serán anunciados por la Organización Meteorológica Mundial en la primavera de 2019. Los nombres que no fueron retirados serán usados de nuevo en la temporada del 2024. Esta es la misma lista utilizada en la temporada de 2012 con la excepción del nombre de Sara, el cual reemplaza a Sandy que dejó cuantiosos daños materiales y pérdidas humanas en el 2012. Ningún nombre se usó por primera vez en esta temporada.
| - Alberto - Beryl - Chris - Debby - Ernesto - Florence - Gordon | - Helene - Isaac - Joyce - Kirk - Leslie - Michael - Nadine | - Oscar - Patty (sin usar) - Rafael (sin usar) - Sara (sin usar) - Tony (sin usar) - Valerie (sin usar) - William (sin usar) |

### Nombres retirados
El 20 de marzo de 2019, durante la XLI sesión de la RA VI Hurricane Committee de la Organización Meteorológica Mundial retiró dos nombres, los nombres de Florence y Michael debido a los cuantiosos daños y perdidas humanas que habían provocado. Serán reemplazados por Francine y Milton en la temporada de 2024.